# تاريخ الحركة الاشتراكية في المملكة المتحدة

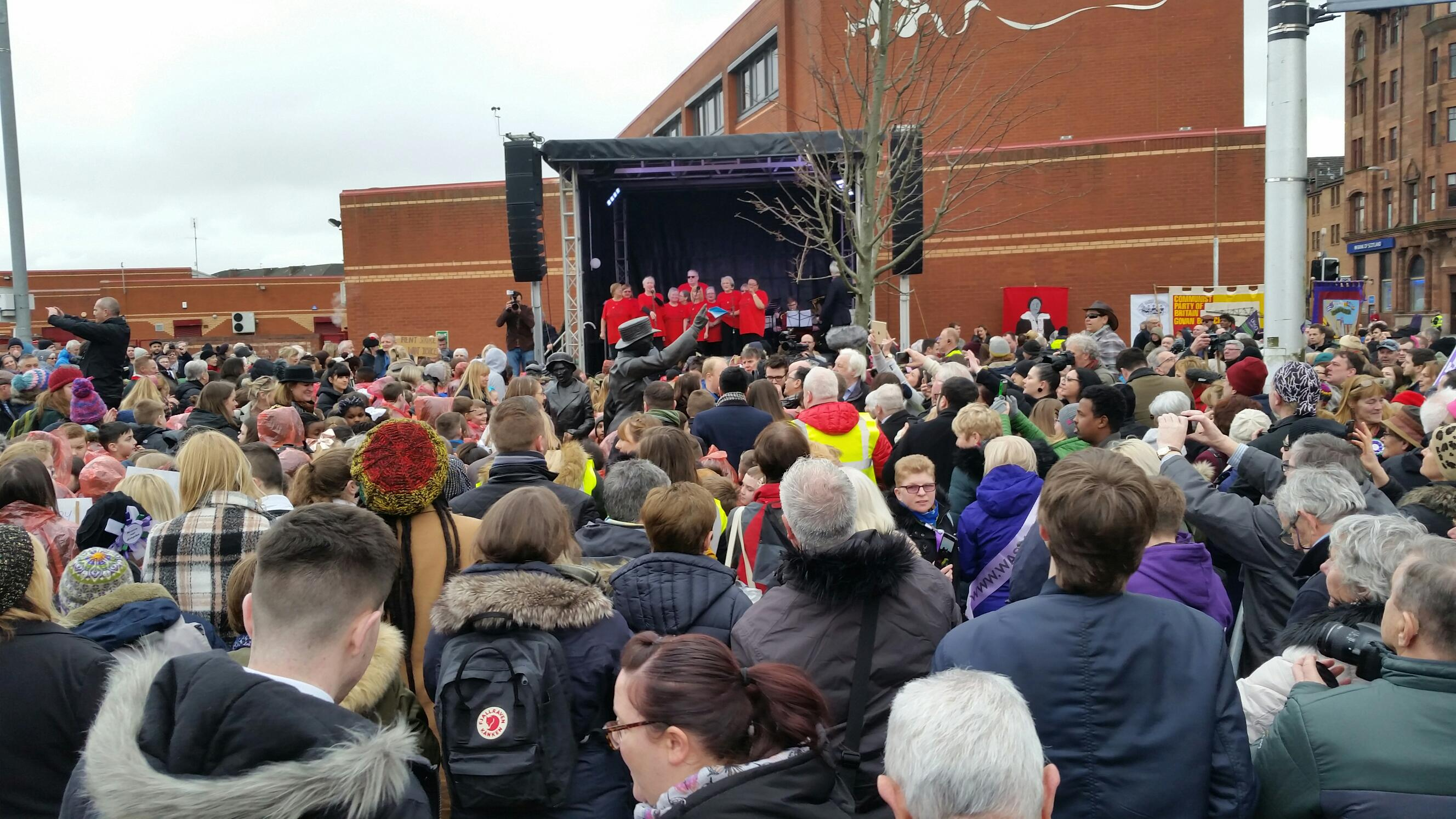
حشود تتجمع لإزاحة الستار عن تمثال ماري بربور في جوفان كروس، غلاسكو.

يُعتقد أن الاشتراكية في المملكة المتحدة تمتد إلى القرن التاسع عشر، من الجذور التي نشأت في أعقاب الحرب الأهلية الإنجليزية. اتخذت مفاهيم الاشتراكية في بريطانيا العظمى العديد من الأشكال المختلفة من الأعمال الخيالية اليوتوبية لروبرت أوين، حتى المشروع الانتخابي الإصلاحي المكرس في ولادة حزب العمال.

## أصولها
تأخر الإصلاح في بريطانيا مقارنة بمعظم البر الرئيسي لأوروبا. كما هو الحال في بقية أوروبا، برز العديد من المفكرين الليبراليين مثل توماس مور، لكن التيار المهم الآخر كان ظهور التطهيريين الراديكاليين الذين أرادوا إصلاح كل من الدين والأمة. قمعت الملكية والكنيسة التطهيريين. في نهاية المطاف، انفجرت هذه الضغوط في ثورة اجتماعية عنيفة عُرفت باسم الحرب الأهلية الإنجليزية، والتي يعتبرها العديد من الماركسيين أول ثورة برجوازية ناجحة في العالم. ظهرت عدة مجموعات اشتراكية خلال الحرب. كانت «ليفليرز» أهم هذه المجموعات، وكانت من أبرز المدافعين عن الإصلاح الانتخابي والمحاكمة الشاملة من قبل هيئة المحلفين والضرائب التقدمية وإلغاء الملكية والأرستقراطية والرقابة. عارضت حكومة أوليفر كرومويل تلك الأفكار والمبادئ بشدة، وهي التي اضطهدت أيضًا المجموعة الإصلاحية المعتدلة «الرجال الملكية الخامسة» والمجموعة اليوتوبية المتطرفة «الحفارون».

## القرن التاسع عشر

### الثورة الصناعية وروبرت أوين
بدأت الثورة الصناعية، أو الانتقال من اقتصاد زراعي إلى اقتصاد صناعي، في المملكة المتحدة 30 عامًا على الأقل قبل بقية العالم. نشأت مصانع النسيج ومناجم الفحم في جميع أنحاء البلاد، ونُقل الفلاحون من الحقول للعمل في المناجم أو في «المصانع المظلمة الشيطانية» التي سوّدت مداخنها السماء فوق لانكشاير وويست يوركشاير. حولت الظروف المروعة للعمال إضافة إلى دعم الثورة الفرنسية بعض المثقفين إلى الاشتراكية.
يعتبر العمل الرائد لروبرت أوين، وهو متطرف ويلزي في نيو لانارك في اسكتلندا، في بعض الأحيان أنه ولادة الاشتراكية البريطانية. توقف عن تشغيل الأطفال تحت سن 10 سنوات ورتّب تعليمهم بدل ذلك، كما حسن ظروف العمل والمعيشة لجميع عماله وضغط على البرلمان بشأن عمل الأطفال وساعد بإنشاء الحركة التعاونية، قبل محاولة إنشاء مجتمع يوتوبي في نيو هارموني.

### النقابات العمالية
تطورت الحركة النقابية في بريطانيا بشكل تدريجي من نظام نقابات العصور الوسطى. تعرضت النقابات لقمع شديد في كثير من الأحيان حتى عام 1824، لكن ذلك لم يمنع انتشارها في مدن مثل لندن. تجلى النضال في مكان العمل أيضًا، وكان بارزًا في صراعات مثل الحرب الراديكالية (أو العصيان الإسكتلندي) في اسكتلندا في عام 1820، عندما أضرب 60.000 عامل في إضراب عام سُحق بسرعة.
منذ عام 1830، جرت محاولات لإنشاء نقابات عامة وطنية، وعلى الأخص اتحاد روبرت أوين الوطني الكبير للنقابات الموحدة عام 1834، والتي جذبت مجموعة من الاشتراكيين من أتباع أوين ومن الثوار. لعب هذا الاتحاد دورًا في الاحتجاجات بعد قضية شهداء تولبودل، لكنه سرعان ما انهار.
تحول المناضلون إلى الميثاقية، التي دعم معظم الإشتراكيين أهدافها، على الرغم من أن أيًا منهم لم يكن له دورٌ رائد فيها.
تأسست نقابات عمالية دائمة منذ خمسينيات القرن التاسع عشر، وكانت تتمتع بموارد أفضل، لكنها كانت أقل تشددًا في كثير من الأحيان. تأسس مجلس لندن للتجارة عام 1860، ودفعت اعتداءات شيفيلد إلى تأسيس مؤتمر نقابات العمال عام 1868. نمت عضوية النقابات مع انضمام العمال غير المهرة، كما اتحدت النساء العاملات في نقابات، ولعب الاشتراكيون أمثال توم مان دورًا بارزًا.

### الحركة الميثاقية
كانت الحركة الميثاقية في ثلاثينيات وأربعينيات القرن التاسع عشر أول حركة ثورية جماعية للطبقة العاملة البريطانية. عقدت اجتماعات ومظاهرات حاشدة شارك فيها ملايين البروليتاريا والبرجوازيين الصغار في جميع أنحاء البلاد لسنوات.
نشر الميثاقيون العديد من الالتماسات إلى البرلمان البريطاني (تتراوح من 1,280,000 إلى 3,000,000 توقيع)، وكان أشهرها يسمى ميثاق الشعب (ومن هنا جاء اسمهم) عام 1842، والذي طالب بما يلي:
- حق جميع الذكور بالاقتراع
- الاقتراع السري.
- إزالة المؤهلات العقارية لأعضاء البرلمان.
- رواتب أعضاء البرلمان.
- دوائر انتخابية تمثل أعدادًا متساوية من الناس.
- برلمانات تُنتخب كل عام.

بعد ذلك أخضعت الحكومة الميثاقيين لانتقام الوحشي واعتقلت قادتهم، أما المتبقين فانقسموا نتيجة للاختلاف في التكتيكات: يؤمن حزب القوة المعنوية بالإصلاح البيروقراطي، بينما يؤمن حزب القوى المادية بالإصلاح عبر العمال (من خلال الإضرابات وما إلى ذلك).
تحققت الأهداف الإصلاحية للحركة الميثاقية، على الرغم من أن ذلك لم يتحقق فورًا ولا بشكل مباشر. في نفس العام الذي أُنشئ فيه ميثاق الشعب، استجاب البرلمان البريطاني بتمرير قانون التعدين لعام 1842 بدل تبني ما جاء فيه. في محاولة للسيطرة على الحركة العمالية، أقر البرلكان البريطاني تخفيض يوم العمل لعشر ساعات عام 1847.

### ماركس والماركسية المبكرة
عمل كارل ماركس وفريدريش إينغلز في إنجلترا، وأثروا على مجموعات المهاجرين الصغيرة بما في ذلك الرابطة الشيوعية. أصبح كتاب إينغلز «حالة الطبقة العاملة في إنجلترا» فضحًا شعبيًا لظروف العمال، لكن تأثير الماركسية كان ضئيلًا في البداية بين أفراد الطبقة العاملة في بريطانيا.
كان الاتحاد الديموقراطي الاجتماعي الذي تأسس عام 1882 أول منظمة ماركسية بالاسم. رفض إينغلز دعم المنظمة، على الرغم من انضمام إلينور ابنة كارل ماركس إليها.
سرعان ما انقسم الحزب، مع انقسام رابطة ويليم موريس الاشتراكية بين الأناركيين والماركسيين مثل موريس وإلينور ماركس. أنتج انشقاق لاحق الحزب الاشتراكي لبريطانيا العظمى، وهو أقدم حزب اشتراكي موجود في بريطانيا، وحزب العمال الاشتراكي.
على الرغم من أنه كان للماركسية بعض التأثير في بريطانيا، إلا أنه كان أقل بكثير من تأثيرها في العديد من البلدان الأخرى، حيث كان للفلاسفة مثل جون روسكين وجون ستيوارت ميل تأثير أكبر بكثير. افترض بعض غير الماركسيين أن السبب وراء ذلك كان أن بريطانيا تعتبر واحدةً من أكثر الدول ديموقراطيةً في أوروبا في تلك الفترة، يوفّر فيها صندوق الاقتراع أداة للتغيير، ما أعطى الاشتراكية الإصلاحية البرلمانية طريقًا واعدًا أكثر من غيرها من الحركات.

## قيادة جيريمي كوربين 2015 – الحاضر
أصبح جيريمي كوربين زعيم حزب العمال في سبتمبر من العام 2015، وهو المعروف بأنه اشتراكي ديمقراطي.
في أغسطس من العام 2015، أي قبل انتخابات القيادة لعام 2015، أعلن حزب العمال عن 292,505 عضوًا كامل العضوية فيه. اعتبارًا من ديسمبر 2017، كان لدى الحزب ما يقارب 570.000 عضوًا كامل العضوية، ما يجعله أكبر حزب سياسي بحسب حجم العضوية في أوروبا الغربية.

### الانتخابات العامة للمملكة المتحدة عام 2017
في 18 أبريل 2017، أعلنت رئيسة الوزراء البريطانية تيريزا ماي أنها ستسعى لإجراء انتخابات مبكرة غير متوقعة يوم الخميس 8 يونيو 2017. قال كوربين أنه رحب باقتراح ماي وقال إن حزبه سيدعم خطوة الحكومة في التصويت البرلماني المعلن في 19 أبريل. تحققت الغالبية العظمى اللازمة من ثلثي أعضاء مجلس العموم عندما صوت 522 من أصل 650 عضوًا في البرلمان لصالح إجراء انتخابات مبكرة. أظهرت بعض استطلاعات الرأي تقدم المحافظين بفارق 20 نقطة على حزب العمال قبل الدعوة للانتخابات، لكن هذا التقدم ضاق بحلول يوم الانتخابات العامة لعام 2017، مما أدى إلى برلمان معلق. على الرغم من استمرار المعارضة في الانتخابات العامة الثالثة على التوالي، إلا ان حزب العمال فاز بنسبة 40% من الأصوات الشعبية، وهي أكبر نسبة يحققها من الأصوات منذ عام 2001. كانت هذه هي المرة الأولى التي يحقق فيها حزب العمال مكاسب صافية من المقاعد منذ انتصارهم الساحق عام 1997. حصل الحزب على 30 مقعدًا جديدًا ليصل إلى إجمالي 262 نائبًا وحقق أكبر زيادة مئوية في حصته من الأصوات في انتخابات عامة واحدة منذ عام 1945. مباشرة بعد الانتخابات، انضم 35 ألف عضو للحزب. في يوليو 2017، أشار استطلاع للرأي إلى أن حزب العمال متفوق على المحافظين بنسبة 45% مقابل 39%، بينما أعطى استطلاع «يوغوف» حزب العمال تفوقًا بفارق 8 نقاط عن المحافظين.